# Belize-i labdarúgó-bajnokság (első osztály)
A Premier League of Belize a Belize-i labdarúgó-bajnokságok legfelsőbb osztályának elnevezése. A Belize Premier Football League egyesítésével 2011. december 28-án alapították és 8 csapat részvételével zajlik. A bajnok a bajnokok ligájában indulhat.

## A 2012–2013-as bajnokság résztvevői
- Belize Defence Force
- Belmopan Bandits
- FC Belize
- Placencia Assassins
- Police United
- San Felipe Barcelona
- San Ignacio United
- Verdes FC

## Az eddigi győztesek
| - 2012: Placencia Assassins - 2012–13 A: Belmopan Bandits - 2012–13 C: Police United - 2013–14 A: |